# Lena Dunham
Lena Dunham (AFI: [ˈl iː n ə _ ˈ d ʌ n ə m/]) (Nueva York, 13 de mayo de 1986) es una escritora, guionista, directora y actriz estadounidense. Es la guionista, directora e intérprete de la película Tiny Furniture (2010) y la creadora y protagonista de la serie  Girls (2012–2017) de la cadena estadounidense HBO; por la que fue nominada a varios Premios Primetime Emmy y ganadora de dos Premios Globo de Oro.  En 2013, la revista Time la nombró una de las 100 personas más influyentes del mundo.

## Biografía
Lena Dunham nació en Nueva York. Su padre, Carroll Dunham, es pintor pop art y su madre, Laurie Simmons, es fotógrafa y diseñadora. El padre de Lena es protestante y, según ella, descendiente de los tripulantes del Mayflower; su madre es judía. Tiene una hermana menor, Grace, actriz y estudiante en la Universidad Brown. Grace Dunham apareció en la primera película de Lena Dunham Tiny Furniture.  Cuando eran pequeñas, ambas hermanas tuvieron como cuidadoras a las fotógrafas Sherri Zuckerman y Catherine McGann.
Lena fue al colegio de Santa Ana en Brooklyn, Nueva York. Allí conoció a Jemima Kirke, actriz que ha intervenido tanto en Tiny Furniture como en Girls. Lena se licenció en escritura creativa en 2008, en Oberlin College.

## Carrera
Mientras estudiaba en Oberlin College, Dunham produjo varios cortometrajes independientes que fueron subidos a YouTube y formarían parte posteriormente de los extras de DVD de su ópera prima.  Además, destacó su papel como actriz y creadora en series web hasta el lanzamiento de su primera película cinematográfica en 2010, dirigida por ella, Tiny Furniture, la cual ganó el premio a mejor guion original de "South by Southwest Music and Media Conference". Además de dirigir esta película, Lena interpreta el papel de Aura.Por su trabajo en la película, Dunham ganó un Premio Independent Spirit al mejor guion original.
Tras el éxito de Tiny Furniture, HBO llevó a cabo con Dunham un acuerdo que negociaba el desarrollo de un programa para el canal de pago. Posteriormente, el 15 de abril de 2012 se estrenaría la serie creada por Lena Dunham Girls en la cadena estadounidense HBO. Gracias a esta serie, Lena ha sido nominada en diversas categorías a los  Premios Primetime Emmy.
Lena hizo un cameo en la película Supporting Characters.
El 8 de octubre de 2012, Lena firmó un contrato de 3.5 millones de dólares con Random House para publicar su primer libro, un ensayo titulado Not That Kind of Girl: A Young Woman Tells You What She's Learned (No ese tipo de chica: Una joven te cuenta lo que ha aprendido).
Lena participó en la campaña electoral del presidente de Estados Unidos Barack Obama, con un vídeo promocionando su reelección. El vídeo es un monólogo en el que, ímplicitamente, compara ir a votar por primera vez con perder la virginidad. La cadena de televisión Fox News, fue portavoz de varios sectores mediáticos criticando este vídeo como "grosero e inapropiado".
En el 2015 participa en el video musical Bad Blood de Taylor Swift representando al personaje "Lucky Fiori".

## Vida personal
En 2012, Dunham comenzó a salir con Jack Antonoff, el guitarrista principal de la banda Fun y el fundador de Bleachers. Dunham y Antonoff permanecieron juntos hasta diciembre de 2017, posteriormente anunciaron que la separación había sido "amistosa". Dunham comenzó a salir con el músico Luis Felber en enero de 2021. Meses más tarde, en septiembre, se casaron en una ceremonia judía.
A Dunham le diagnosticaron un trastorno obsesivo-compulsivo cuando era pequeña. A día de hoy sigue tomando una reducida dosis de un antidepresivo para aliviar su ansiedad. En 2018, entró en rehabilitación para curarse de su adicción a la  benzodiazepina. En abril de 2020, celebró sus dos años de sobriedad.
En febrero de 2018, escribió un ensayo para Vogue sobre su decisión de someterse a una histerectomía, debido a una endometriosis.

## Filmografía

### Cine
| Año  | Título                       | Personaje               | Notas                                     |
| ---- | ---------------------------- | ----------------------- | ----------------------------------------- |
| 2006 | Dealing                      | Georgia                 | Corometraje También guionista y directora |
| 2007 | Una & Jacques                |                         | Cortometraje                              |
| 2009 | The House of the Devil       | Operadora del 911       | Voz                                       |
| 2009 | Creative Nonfiction          | Ella                    | También guionista, directora y editora    |
| 2009 | The Viewer                   | Voz                     | Cortometraje                              |
| 2009 | Family Tree                  | Lena                    | Cortometraje                              |
| 2010 | Gabi on the Roof in July     | Colby Alexa             |                                           |
| 2010 | Tiny Furniture               | Aura                    | También guionista y directora             |
| 2011 | The Innkeepers               | Barista                 |                                           |
| 2012 | Nobody Walks                 |                         | Coguionista                               |
| 2012 | Supporting Characters        | Alexa                   |                                           |
| 2012 | This Is 40                   | Cat                     |                                           |
| 2016 | Neighbors 2: Sorority Rising | Juana de Arco           |                                           |
| 2019 | Érase una vez en Hollywood   | Catherine "Gypsy" Share |                                           |
| 2022 | Catherine Called Birdy       | -                       | Escritora, productora y directora         |
| 2024 | Treasure                     | Ruth                    |                                           |

### Televisión
| Año       | Título                      | Personaje                      | Notas                                                                       |
| --------- | --------------------------- | ------------------------------ | --------------------------------------------------------------------------- |
| 2007      | Tight Shots                 |                                | Protagonista También guionista, directora y editora                         |
| 2009      | Delusional Downtown Divas   | Oona                           | Protagonista También guionista, directora y editora                         |
| 2011      | Mildred Pierce              | Enfermera 1                    | "Parte Uno" (Temporada 1, Episodio 1) "Parte Dos" (Temporada 1, Episodio 2) |
| 2012–2017 | Girls                       | Hannah Horvath                 | Protagonista También creadora, directora, guionista, coproductora ejecutiva |
| 2014–2016 | Hora de aventuras           | Betty (voz)                    | 3 episodios                                                                 |
| 2014      | Saturday Night Live         | Presentadora                   | Episodio: "Lena Dunham/The National"                                        |
| 2015      | Scandal                     | Susanne Thomas                 | Episodio: "It's Good to Be Kink"                                            |
| 2015      | The Simpsons                | Candace / Hannah Horvath (voz) | Episodio: "Every Man's Dream"                                               |
| 2017      | American Horror Story: Cult | Valerie Solanas                | Invitada (1 episodio)                                                       |
| 2018      | Camping                     | N/A                            | Creadora y guionista                                                        |
| 2020      | Industry                    | N/A                            | Directora, episodio: "Induction"                                            |
| 2021      | Generation                  | N/A                            | Productora ejecutiva, guionista, episodio: "Gays and Confused"              |
| 2025      | Too Much                    | Nora South                     | Creadora, guionista, directora, productora ejecutiva                        |

## Premios y nominaciones
Premios Primetime Emmy
| Año  | Categoría                          | Trabajo Nominado | Resultado | Ref.   |
| ---- | ---------------------------------- | ---------------- | --------- | ------ |
| 2012 | Mejor serie de comedia             | Girls            | Nominada  | [ 33 ] |
| 2012 | Mejor dirección - Serie de comedia | Girls            | Nominada  | [ 33 ] |
| 2012 | Mejor guion - Serie de comedia     | Girls            | Nominada  | [ 33 ] |
| 2012 | Mejor actriz - Serie de comedia    | Girls            | Nominada  | [ 33 ] |
| 2013 | Mejor serie de comedia             | Girls            | Nominada  | [ 33 ] |
| 2013 | Mejor dirección - Serie de comedia | Girls            | Nominada  | [ 33 ] |
| 2013 | Mejor actriz - Serie de comedia    | Girls            | Nominada  | [ 33 ] |
| 2014 | Mejor actriz - Serie de comedia    | Girls            | Nominada  | [ 33 ] |

Premios Globo de Oro
| Año  | Categoría                                               | Trabajo Nominado | Resultado | Ref.   |
| ---- | ------------------------------------------------------- | ---------------- | --------- | ------ |
| 2012 | Mejor actriz de serie de televisión - Comedia o musical | Girls            | Ganadora  | [ 34 ] |
| 2013 | Mejor actriz de serie de televisión - Comedia o musical | Girls            | Nominada  | [ 35 ] |
| 2014 | Mejor actriz de serie de televisión - Comedia o musical | Girls            | Nominada  | [ 36 ] |

Otros premios
| Año  | Premios                                     | Categoría                       | Trabajo        | Resultado |
| ---- | ------------------------------------------- | ------------------------------- | -------------- | --------- |
| 2010 | Premios Gotham                              | Mejor actuación de conjunto     | Tiny Furniture | Nominada  |
| 2010 | Premios Gotham                              | Mejor director novel            | Tiny Furniture | Nominada  |
| 2010 | Independent Spirit Awards                   | Mejor guionista novel           | Tiny Furniture | Ganadora  |
| 2010 | Los Angeles Film Critics Association Awards | Nueva generación                | Tiny Furniture | Ganadora  |
| 2010 | Sarasota Film Festival                      | Visión independiente            | Tiny Furniture | Ganadora  |
| 2012 | Critics' Choice Television Award            | Mejor actriz de comedia         | Girls          | Nominada  |
| 2012 | Critics' Choice Television Award            | Mejor serie cómica              | Girls          | Nominada  |
| 2012 | TCA Awards                                  | Logro individual en una comedia | Girls          | Nominada  |